# Spiess
Spiess is een historisch Duits merk van motorfietsen.
De bedrijfsnaam was Otto Spiess, Berlin-Spandau.
Spiess maakte zelf frames, waar hij motorblokken van Minerva, Zedel en Fafnir in bouwde. De productie van de Spiess motorfietsen liep maar kort: van 1903 tot 1905.